# آرت أوليفر
آرت أوليفر (بالإنجليزية: Art Oliver)‏ (25 مارس 1911 – 1 يونيو 1944) هو ملاكم أمريكي راحل، مثّل بلاده في الألعاب الأولمبية الصيفية 1936.

## وصلات خارجية
آرت أوليفر على موقع بوكس ريك (الإنجليزية) (registration required)
- آرت أوليفر على موقع أوليمبيديا (الإنجليزية)